# City Center Doha
Le City Center de Doha est un complexe de cinq gratte-ciel d'une hauteur de 200 mètres. 
L'architecte est l'agence Hellmuth, Obata & Kassabaum (HOK)